# IC 3070
IC 3070 је појединачна звијезда у сазвјежђу Дјевица која се налази на листи објеката дубоког неба у Индекс каталогу.
Деклинација објекта је + 13° 2' 22" а ректасцензија 12h 15m 24,6s.